# Miguel Martorell
Miguel Martorell Pou (* 24. November 1937 in Lloseta; † 14. August 2021 ebenda) war ein spanischer Radrennfahrer.

## Biografie
Miguel Martorell wurde zweifacher spanischer Meister und gewann bei den Mittelmeerspielen 1959 im Straßenradsport Gold mit der Mannschaft und Bronze im Einzel. Bei den Olympischen Sommerspielen 1960 in Rom startete er im Bahnradsport in der Mannschaftsverfolgung. 1967 beendete er seine Radsportkarriere.